# Neuville-sur-Touques
Neuville-sur-Touques is een gemeente in het Franse departement Orne (regio Normandië) en telt 238 inwoners (2004). De plaats maakt deel uit van het arrondissement Mortagne-au-Perche.

## Geografie
De oppervlakte van Neuville-sur-Touques bedraagt 14,9 km², de bevolkingsdichtheid is 16,0 inwoners per km².
De onderstaande kaart toont de ligging van Neuville-sur-Touques met de belangrijkste infrastructuur en aangrenzende gemeenten.

## Demografie
Onderstaande figuur toont het verloop van het inwonertal (bron: INSEE-tellingen).